# Christian Stohr
Christian Stohr (* 17. Juni 1977 in Engelberg) ist ein ehemaliger Schweizer Freestyle-Skier. Er startete in den Buckelpisten-Disziplinen Moguls und Dual Moguls.

## Werdegang
Stohr, der für den SC Engelberg startete, trat international erstmals bei den Internationalen Jugendmeisterschaften 1994 in Laajavuori in Erscheinung, wobei er den 35. Platz im Moguls errang, und nahm von 1995 bis 1999 vorwiegend am Europacup teil. Zudem wurde er bei den Internationalen Jugendmeisterschaften 1996 in Châtel Neunter im Moguls-Wettbewerb und startete im Dezember 1997 in Tignes erstmals im Weltcup, wobei er den 65. Platz im Dual Moguls belegte. Bei den Weltmeisterschaften 1999 in Meiringen-Hasliberg errang er den 22. Platz im Moguls und den 17. Rang im Dual Moguls. In der Saison 2000/01 holte er im Moguls in Liptovská Teplička seinen einzigen Sieg im Europacup und sprang bei den Weltmeisterschaften 2001 in Whistler auf den 33. Platz im Dual Moguls sowie auf den 22. Rang im Moguls. Zudem belegte er im Iizuna Kōgen Sukī-jō mit dem neunten Platz im Dual Moguls seine beste Platzierung im Weltcup und zum Saisonende mit dem 21. Platz im Dual-Moguls-Weltcup sein bestes Gesamtergebnis. In der folgenden Saison wiederholte er im Dual Moguls in Whistler diese Platzierung und nahm in Madarao letztmals am Weltcup teil, wobei er den 26. Platz im Moguls sowie den 17. Platz im Dual Moguls errang. Beim Saisonhöhepunkt, den Olympischen Winterspielen 2002 in Salt Lake City, kam er auf den 19. Platz im Moguls-Wettbewerb.

## Erfolge

### Olympische Spiele
- 2002 Salt Lake City: 19. Platz Moguls

### Weltmeisterschaften
- 1999 Meiringen-Hasliberg: 17. Platz Dual Moguls, 22. Platz Moguls
- 2001 Whistler: 22. Platz Moguls, 33. Platz Dual Moguls

### Weltcup-Gesamtplatzierungen
Stohr nahm an 34 Weltcups teil und erreichte zwei Top-Zehn-Platzierungen.
| Saison    | Gesamt | Gesamt | Moguls | Moguls | Dual Moguls | Dual Moguls |
| Saison    | Punkte | Platz  | Punkte | Platz  | Punkte      | Platz       |
| --------- | ------ | ------ | ------ | ------ | ----------- | ----------- |
| 1998/99   | 5      | 69.    | 20     | 39.    | 12          | 32.         |
| 1999/2000 | 12     | 61.    | 48     | 32.    | 4           | 35.         |
| 2000/01   | 6      | 79.    | 24     | 43.    | –           | –           |
| 2001/02   | 7      | 81.    | 44     | 44.    | 48          | 21.         |